# Reignac (Charente)
Reignac és un municipi francès situat al departament del Charente i a la regió de la Nova Aquitània. L'any 2007 tenia 634 habitants.

## Demografia

### Població
El 2007 la població de fet de Reignac era de 634 persones. Hi havia 270 famílies de les quals 66 eren unipersonals (37 homes vivint sols i 29 dones vivint soles), 102 parelles sense fills, 90 parelles amb fills i 12 famílies monoparentals amb fills.
La població ha evolucionat segons el següent gràfic:
Habitants censats

### Habitatges
El 2007 hi havia 294 habitatges, 273 eren l'habitatge principal de la família, 11 eren segones residències i 9 estaven desocupats. Tots els 294 habitatges eren cases. Dels 273 habitatges principals, 200 estaven ocupats pels seus propietaris, 66 estaven llogats i ocupats pels llogaters i 6 estaven cedits a títol gratuït; 11 tenien dues cambres, 34 en tenien tres, 78 en tenien quatre i 150 en tenien cinc o més. 241 habitatges disposaven pel capbaix d'una plaça de pàrquing. A 121 habitatges hi havia un automòbil i a 140 n'hi havia dos o més.

### Piràmide de població
La piràmide de població per edats i sexe el 2009 era:
| Homes | Edats   | Dones |
| ----- | ------- | ----- |
| 0     | 95 o +  | 0     |
| 3     | 90 a 94 | 3     |
| 1     | 85 a 89 | 4     |
| 4     | 80 a 84 | 2     |
| 11    | 75 a 79 | 21    |
| 19    | 70 a 74 | 14    |
| 12    | 65 a 69 | 14    |
| 15    | 60 a 64 | 14    |
| 23    | 55 a 59 | 17    |
| 20    | 50 a 54 | 25    |
| 29    | 45 a 49 | 16    |
| 28    | 40 a 44 | 19    |
| 22    | 35 a 39 | 30    |
| 18    | 30 a 34 | 13    |
| 16    | 25 a 29 | 14    |
| 7     | 20 a 24 | 10    |
| 24    | 15 a 19 | 12    |
| 23    | 10 a 14 | 15    |
| 24    | 5 a 9   | 17    |
| 10    | 0 a 4   | 13    |

## Economia
El 2007 la població en edat de treballar era de 419 persones, 303 eren actives i 116 eren inactives. De les 303 persones actives 273 estaven ocupades (151 homes i 122 dones) i 29 estaven aturades (15 homes i 14 dones). De les 116 persones inactives 46 estaven jubilades, 28 estaven estudiant i 42 estaven classificades com a «altres inactius».

### Ingressos
El 2009 a Reignac hi havia 278 unitats fiscals que integraven 662,5 persones, la mediana anual d'ingressos fiscals per persona era de 17.381 €.

### Activitats econòmiques
Dels 29 establiments que hi havia el 2007, 1 era d'una empresa alimentària, 4 d'empreses de fabricació d'altres productes industrials, 5 d'empreses de construcció, 9 d'empreses de comerç i reparació d'automòbils, 2 d'empreses de transport, 2 d'empreses financeres, 2 d'empreses immobiliàries, 2 d'empreses de serveis i 2 d'entitats de l'administració pública.
Dels 6 establiments de servei als particulars que hi havia el 2009, 1 era un taller de reparació d'automòbils i de material agrícola, 1 paleta, 3 fusteries i 1 empresa de construcció.
L'any 2000 a Reignac hi havia 41 explotacions agrícoles que ocupaven un total de 1.653 hectàrees.

## Poblacions més properes
El següent diagrama mostra les poblacions més properes.